# Vjerka Serdjoetsjka
Vjerka Serdjoetsjka (Oekraïens: Вєрка Сердючка, Vjerka Serdjoetsjka), artiestennaam van Andrej Michajlovitsj Danilko (Oekraïens: Андрій Михайлович Данилко) (Poltava, 2 oktober 1973), is een Oekraïense komiek en zanger.
Vjerka Serdjoetsjka wordt gezien als een van de bekendste deelnemers van het Eurovisiesongfestival sinds 2007. Jaarlijks wordt er regelmatig aan het alter ego van Danilko gerefereerd, en heeft hij verschillende cameo's gehad in verschillende edities van het festival.

## Achtergrond van act
Danilko's persoonlijkheid op het podium als Vjerka Serdjoetsjka heeft wat weg van een extravagante en flamboyante vrouw. Sommigen noemen zijn optreden zelfs een "travestie-act". Op deze manier treedt Danilko al op sinds het begin van de jaren 90. De naam "Vjerka Serdjoetsjka" werd bedacht door een willekeurige voornaam te kiezen, Vjerka (wat in het Russisch geloof of vertrouwen betekent), en daarachter de achternaam van zijn voormalige klasgenoot, Anja Serdjoek, te plaatsen. Naast het werken onder zijn artiestennaam werkt Danilko ook wel onder zijn eigen naam, maar enkel voor andere soorten muziek dan dat hij maakt als zijn alter ego Vjerka Serdjoetsjka. Danilko is veruit het bekendst onder zijn artiestennaam. Naar eigen zeggen is Danilko alleen travestiet op het podium.

## Eurovisiesongfestival 2007
Voor 2007 werd Danilko gekozen om Oekraïne te vertegenwoordigen in het Eurovisiesongfestival 2007 in Helsinki, met het liedje Dancing Lasha Tumbai. Danilko werd automatisch geplaatst voor de finale vanwege de top 10-finish van Tina Karol in 2006. Danilko eindigde in 2007 als tweede, achter Servië. Toch won hij dat jaar nog een prijs: de Barbara Dex Award, een prijs voor de slechtst geklede persoon op het Eurovisiesongfestival.
Het liedje eindigde als tweede in de finale en werd gezongen in vier talen; Oekraïens, Duits, Engels en Mongools. Echter, het Mongools wordt in twijfel genomen; de Mongoolse tekst (fonetisch: lasha tumbai), zou moeten staan voor 'slagroom' en/of 'gecondenseerde melk'. Een woordvoerder van Vjerka heeft gezegd dat de context van deze regel betekent: 'Beating the cream'. Dit schijnt echter niet te kloppen, in die zin, dat er in het Mongools helemaal geen woord bestaat zoals in het nummer van Vjerka bezongen. Dit voedde - met name in Rusland - de geruchten dat Dancing Lasha Tumbai oorspronkelijk niet met deze teksten werd bezongen, maar met Dancing Russia goodbye. Begin april 2007 heeft Vjerka Serdjoetsjka tijdens een optreden voor een plein vol met Viktor Joesjtsjenko-aanhangers, gezongen: I want to sing, Russia Goodbye. Sinds de Russische invasie in 2022 wordt deze zin weer gezongen tijdens de uitvoering van het lied.

## Film
In 2015 had Danilko, als Vjerka Serdjoetsjka, een cameo in de film Spy.
2003: Oleksandr Ponomarjov · 
2004: Ruslana · 
2005: GreenJolly · 
2006: Tina Karol · 
2007: Vjerka Serdjoetsjka · 
2008: Ani Lorak · 
2009: Svitlana Loboda · 
2010: Alyosha · 
2011: Mika Newton · 
2012: Gaitana · 
2013: Zlata Ohnevytsj · 
2014: Maria Jaremtsjoek · 
2016: Jamala · 
2017: O.Torvald · 
2018: Mélovin · 
2021: Go_A · 
2022: Kalush Orchestra · 
2023: Tvorchi · 
2024: Alyona Alyona & Jerry Heil · 
2025: Ziferblat
- Bibliothèque nationale de France: cb15558803x (data)
- Gemeinsame Normdatei: 1131746007
- International Standard Name Identifier: 0000 0001 1490 8544
- Library of Congress Control Number: no2008109269
- MusicBrainz: 10f87b54-0e95-4268-9857-e2660367c305
- Nationale Bibliotheek van Polen: a0000002710742
- Virtual International Authority File: 41657352
- WorldCat: E39PBJkT6BR8dfxJRG6Q84ycfq